# 유럽 연합 집행위원회

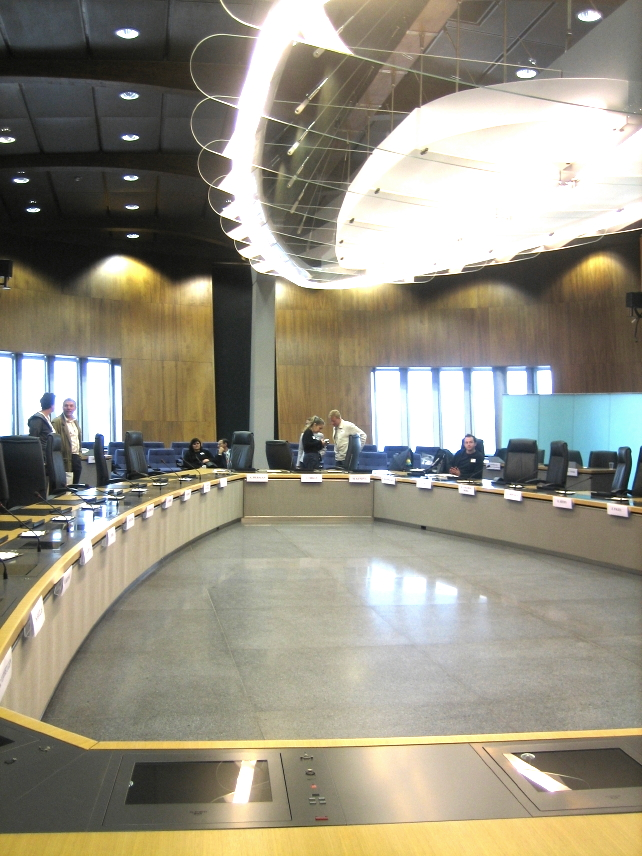
베를레몽 빌딩 13층에 입주한 집행위원회 회의실

유럽 연합 집행위원회 또는 유럽 위원회(영어: European Commission, EC)는 유럽 연합(EU)의 회원국 정부의 상호동의에 의해 5년 임기로 임명되는 위원들로 구성된 독립 기구이며, 유럽 연합의 보편적 이익을 대변하는 초국가적 기구이다. 유럽 연합의 집행기관으로서 심장 역할을 하고 있는 위원회는 공동체의 법령을 발의한다. 권고와 계획안 작성을 통해 위원회는 이니셔티브권과 제안권을 행사한다. 현재 집행위원회 위원장은 우르줄라 폰데어라이엔이다.
위원회의 권한은 회원국 정부의 대표들로 구성된 유럽 연합 이사회의 권한에 대해 공동체적 균형을 형성한다. 현실적으로 유럽 연합 이사회의 법령 의결 및 제정은 집행위원회의 발의를 바탕으로 하도록 되어 있다. 공동체 조약의 수호자인 위원회는 그 밖에도 회원국들의 조약 이행을 감시하는 역할을 맡고 있다. 위원회는 유럽 연합 이사회로부터 공동체 법령의 실행 그리고 특히 공동 정책과 통합 단일 시장의 실현을 위한 중대한 임무를 위임받고 있다.
집행위원회는 반독점 분야 내에서는 대단히 중요한 권한을 누리고 있다. 그리고 EU 예산의 전안을 작성하며, EU의 공적 개입에 따른 재정부담을 충당하는데 배당된 구조기금을 관리한다.
단일 유럽법에 의해 위원회의 집행권이 강화되었다. 그럼에도 위원회의 행동은 회원국들의 대표로 구성되는 위원회들의 심의를 거쳐야 한다. 집행위원회는 UN 산하 기구들과 전문 기구들 그리고 모든 국제기구들과 관계에서 EU를 대표한다.
집행위원회의 본부는 벨기에 브뤼셀에 위치한 베를레몽 빌딩에 입주하고 있으며, 산하에 2만여 명에 이르는 EU공무원들과 23개의 전문국(局)을 두고 있다. 유럽이 연방식으로 통합, 발전해 간다면, 장래 유럽 정부의 모태가 될 기구이다.

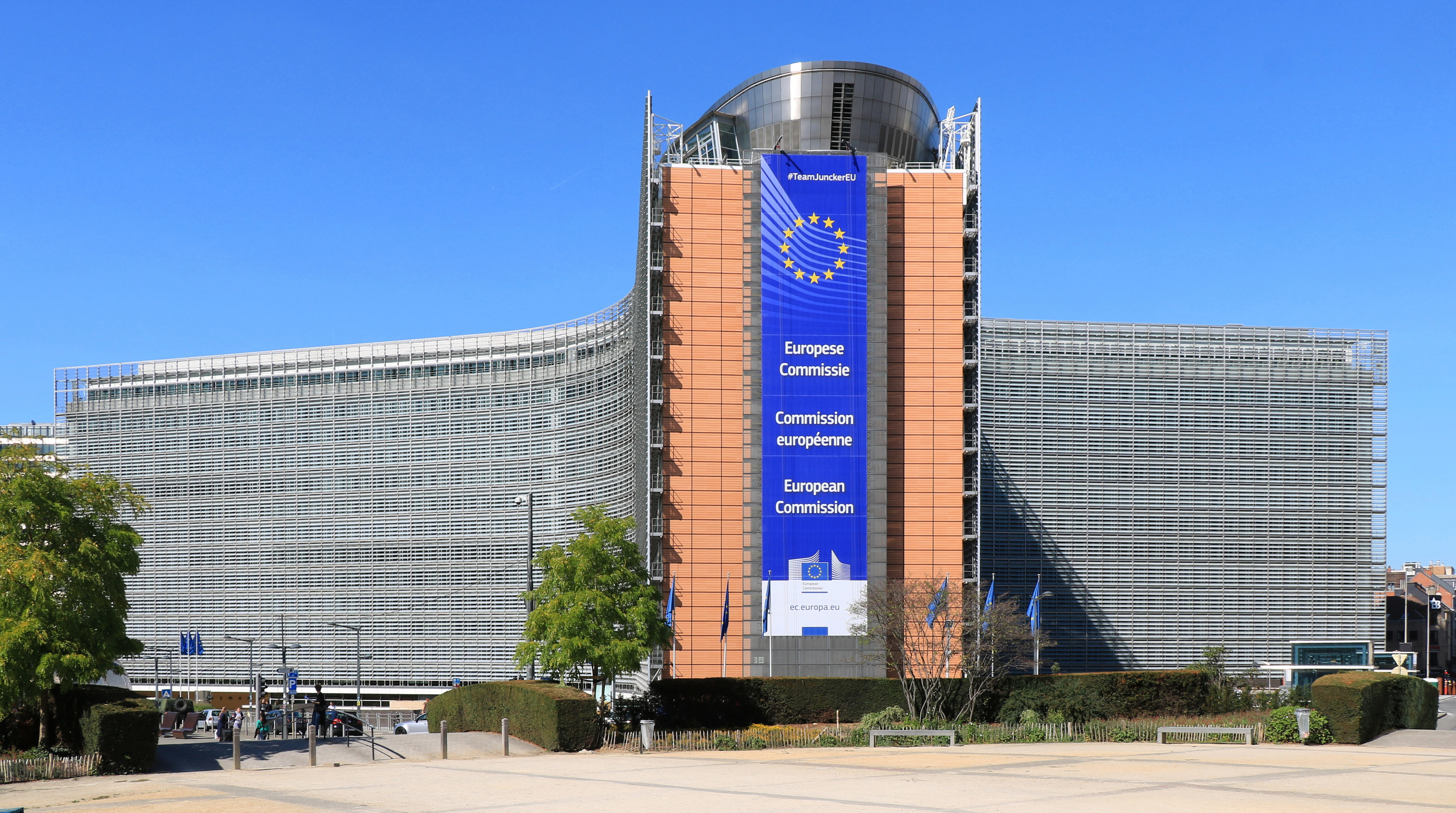
유럽 연합 집행위원회

## 명칭
유럽 연합의 언어는 가입국 각각의 공용어로 정해져 있어서 2013년 7월 1일 이후에는 총 공용어 수가 24개나 된다. 따라서 집행위원회의 정식 명칭도 공용어와 같은 수만큼 있다.
- 불가리아어: Европейска комисия 에브로페이스카 코미시야
- 체코어: Evropská komise 에브롭스카 코미세[*]
- 덴마크어: Europa-Kommissionen 에우로파-콤미시오넨[*]
- 독일어: Europäische Kommission 오이로페이셰 코미시온[*]
- 에스토니아어: Euroopa Komisjon 에우로파 코미스욘
- 그리스어: Ευρωπαϊκή Επιτροπή 에브로파이키 에피트로피[*]
- 영어: European Commission 유러피언 커미션[*]
- 스페인어: Comisión Europea 코미시온 에우로페아[*]
- 프랑스어: Commission européenne 코미시옹 외로페엔[*]
- 아일랜드어: Coimisiún Eorpach 코미시운 오르파흐
- 크로아티아어: Europska komisija 에우롭스카 코미시야
- 이탈리아어: Commissione europea 콤미시오네 에우로페아[*]
- 라트비아어: Eiropas Komisija 에이로파스 코미시야
- 리투아니아어: Europos Komisija 에우로포스 코미시야
- 헝가리어: Európai Bizottság 에우로퍼이 비조차그[*]
- 몰타어: Kummissjoni Ewropea 쿠미시오니 에우로페아
- 네덜란드어: Europese Commissie 외로페서 코미시[*]
- 폴란드어: Komisja Europejska 코미샤 에우로페이스카[*]
- 포르투갈어: Comissão Europeia 코미상 이우로페이아[*]
- 루마니아어: Comisia Europeană 코미시아 에우로페아너[*]
- 슬로바키아어: Európska komisia 에우롭스카 코미시아
- 슬로베니아어: Evropska Komisija 에브롭스카 코미시야
- 핀란드어: Euroopan komissio 에우로판 코미시오[*]
- 스웨덴어: Europeiska kommissionen 에우로페이스카 코미시오넨[*]

## 같이 보기
- SARTRE(영어판)